# L'Aigrefin d'acier
 (avril 2020).
Si vous disposez d'ouvrages ou d'articles de référence ou si vous connaissez des sites web de qualité traitant du thème abordé ici, merci de compléter l'article en donnant les références utiles à sa vérifiabilité et en les liant à la section « Notes et références ».
L'Aigrefin d'acier (De ijzeren schelvis en néerlandais) est le trente et unième album de bande dessinée de la série Bob et Bobette. Il porte le numéro 76 de la série actuelle.
Il a été écrit par Willy Vandersteen et publié dans De Standaard et Het Nieuwsblad du 27 septembre 1954 au 7 février 1955.

## Synopsis
Bob et Bobette sauvent la vie d'un marin qui a dans son coffre une sirène : Nicky. Celle-ci vient de la mer et veille sur les perles du bonheur, convoitées par de nombreux criminels. Grâce à l'aigrefin d'acier, un bathyscaphe inventée par  Barabas, ils rejoindront le lieu de vie de Nicky. Mais Hancre et ses complices sont sur la piste des perles.  Bob, Bobette et leurs amis seront-ils les empêcher de les voler ?

## Personnages principaux
- Bob
- Bobette
- Lambique
- Sidonie
- Jérôme
- Barabas

## Personnages secondaires
- Nicky la sirène
- Capitaine Hancre

## Lieux
- Belgique
- Golf de Thessalonique, Grèce
- Ville souterraine d'Alanta

## Autour de l'album
- Le nom de la ville sous-marine d'Alanta est un jeu de mots sur Atlantide. Il y a d'autres jeux de mots dans l'histoire: Hancre (ancre), Rhoer (barre), Walrux (morse). Soemarina et Crustax se réfèrent aux mots : "sous-marin" (sous-marin) et "crustacé" (crustacé).
- La recherche des perles de bonheur ont une grande similitude avec la recherche du Saint Graal ou la pierre philosophale , aussi des objets qui peuvent fournir la richesse et le bonheur.
- Le Suisse Auguste Piccard conçoit le bathyscaphe Trieste en 1953. Après plusieurs records de plongée, l'engin est acheté par l'US Navy en 1958. En 1960 Jacques Piccard et Don Walsh plongent avec le Trieste jusqu'à 10 916 mètres, un record qui n'a été égalé qu'en mars 2012 par James Cameron.
- Lorsque Nicky entre en scène, elle parle une langue que les personnages principaux ne comprennent pas. Dans la version originale[2], c'était le français, écrit en lettres grecques . Elle a été transformée dans les versions suivantes de l'histoire en mettant les mots à l'envers car de nombreux lecteurs ne comprenaient pas les lettres grecques. Vandersteen a répété cette astuce peu de temps après dans Le mont rugissant.
- Nicky et sa famille réapparaîtront dans l'album Les barbus baraqués (numéro 206 de la série actuelle)